# Bodnant Garden
Bodnant Garden (wal. Gardd Bodnant) – ogród botaniczny i arboretum o powierzchni 32 ha, położony koło miejscowości Tal-y-Cafn, w hrabstwie Conwy, w Walii. Jeden z najbardziej widowiskowych i podziwianych ogrodów w Wielkiej Brytanii, znany ze swojej kolekcji roślin. Jest własnością National Trust. Rosną w nim jedne z najwyższych Wielkiej Brytanii metasekwoi chińskich.

## Historia

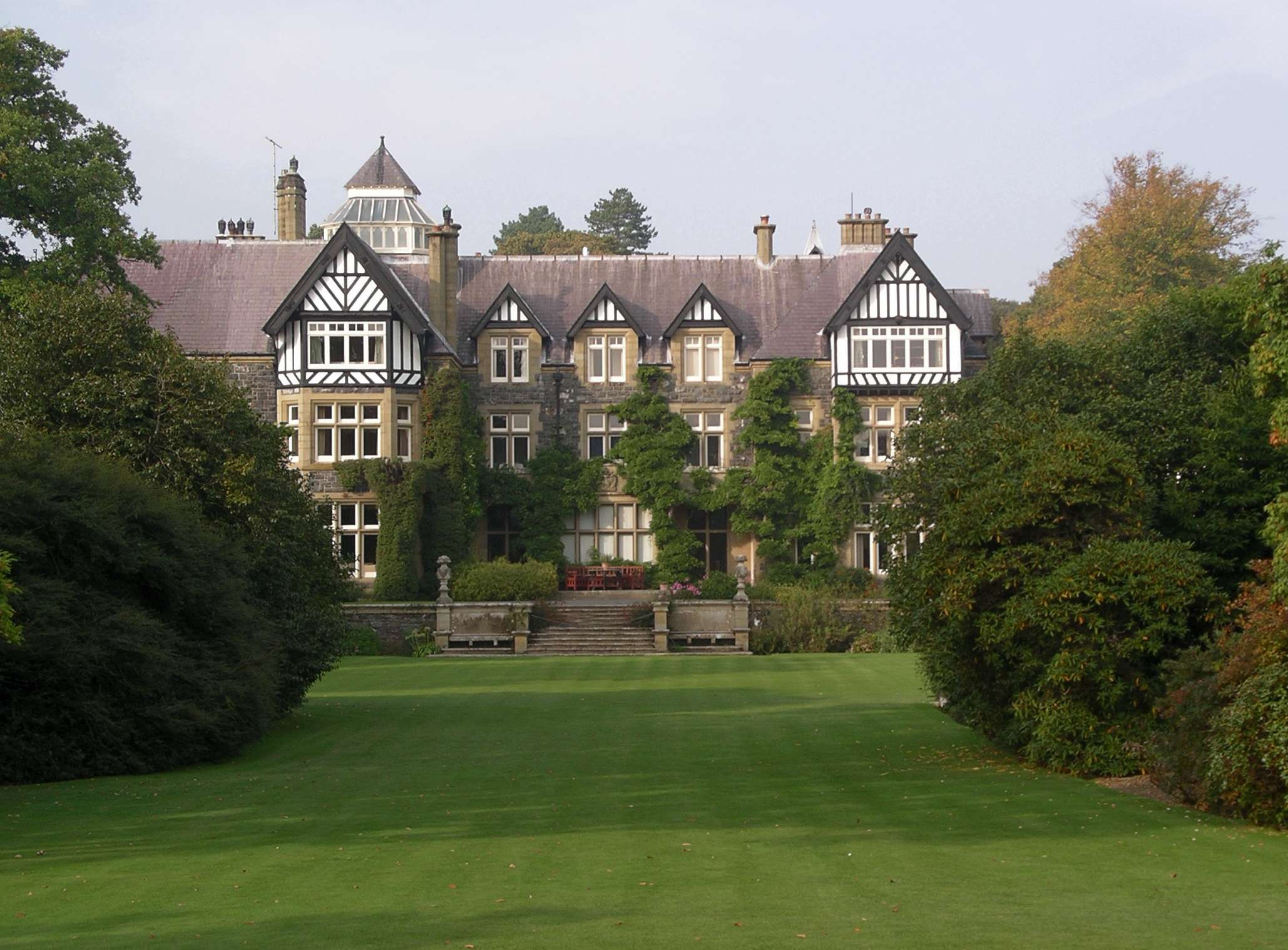
Bodnant House

W 1874 roku Henry David Pochin, chemik-wynalazca, syn wolnego chłopa z Leicestershire nabył majątek w Bodnant, na który składało się 25 okolicznych gospodarstw. Dom w Bodnant został zbudowany w 1792 roku. Pochin przebudował go i rozbudował dając mu nową fasadę. Założył również ogród dolny, tzw. Dell i trakt spacerowy Laburnum Walk, a w 1882 roku zbudował koło domu ogród zimowy oraz mauzoleum rodzinne, nazwane Poem. Po jego śmierci w 1895 roku majątek odziedziczyła jego córka Laura; wyszła ona za prawnika Charlesa McLarena, który w 1911 roku uzyskał tytuł Barona Aberconway. W 1938 roku Henry Duncan, 2. Baron Aberconway, zakupił w Gloucestershire folly Pin Mill i przeniósł go do Bodnant, ustawiając przy Canal Terrace. W 1949 roku Duncan przekazał ogród w Bodnant jako darowiznę na rzecz National Trust. Z darowizny wyłączony został dom, w którym rodzina darczyńcy mieszka do dziś.

## Ogród
Bodnant jest położony nad rzeką Conwy. W ogrodzie rosną duże, rodzime drzewa, z których wiele pochodzi z 1792 roku. Ogród składa się z dwóch części: część górnej wokół domu, złożonej z ogrodów tarasowych (Terrace Gardens) i trawników i części dolnej, Dell, utworzonej przez dolinę rzeki Hiraethlyn, obejmującej dziki ogród (Wild Garden) i Pinetum. Zakładanie ogrodów rozpoczęto w 1875 roku, a ich ostateczny wygląd jest efektem pracy czterech pokoleń Aberconwayów. Obecnie w skład ich majątku wchodzi 32 ha otwartego dla publiczności ogrodu w Bodnant, w tym jego części składowe: Upper Rose Terrace, Croquet Terrace, North Garden, Lily Terrace, Pergola i Lower Rose Terrace, Canal Terrace (razem z Pin Mill), Big Rockery, Dell, Waterfall, Round Garden i słynny 55-metrowy tunel kwiatowy, uformowany przez złotokapy, które kwitną od połowy maja do początku czerwca. W latach 1904–1914 w pobliżu domu istniały tarasy w stylu włoskim.
Ogród w Bodnant ze względu na swoje botaniczne kolekcje cieszy się światową renomą. Dzięki ekspedycjom botanicznym ponad sto lat temu zgromadzono (drogą nasion i sadzonek) fenomeny natury z całego świata.
W zależności od pory roku w Bodnant podziwiać można następujące gatunki roślin:
- wiosną: narcyzy, magnolie, kamelie, rododendrony, azalie i złotokapy;
- latem: róże, hortensje, rabaty roślin zielnych, nenufary, powojniki i kwitnące latem pnącza;
- jesienią: klony, drzewa i krzewy wykształcające jagody, z kolorowymi liśćmi[5].

Ogród w Bodnant ma jedne z najwyższych na Wyspach Brytyjskich sekwoi. Mamutowiec olbrzymi posadzony został, według tabliczki informacyjnej, w 1890 roku i mierzy 29,3 m wysokości (maj 2010). Sekwoja wieczniezielona była najwyższą w obrębie podgatunku Coast Redwood dotychczas zmierzoną, mając według strony internetowej Redwood World 46,25 m.

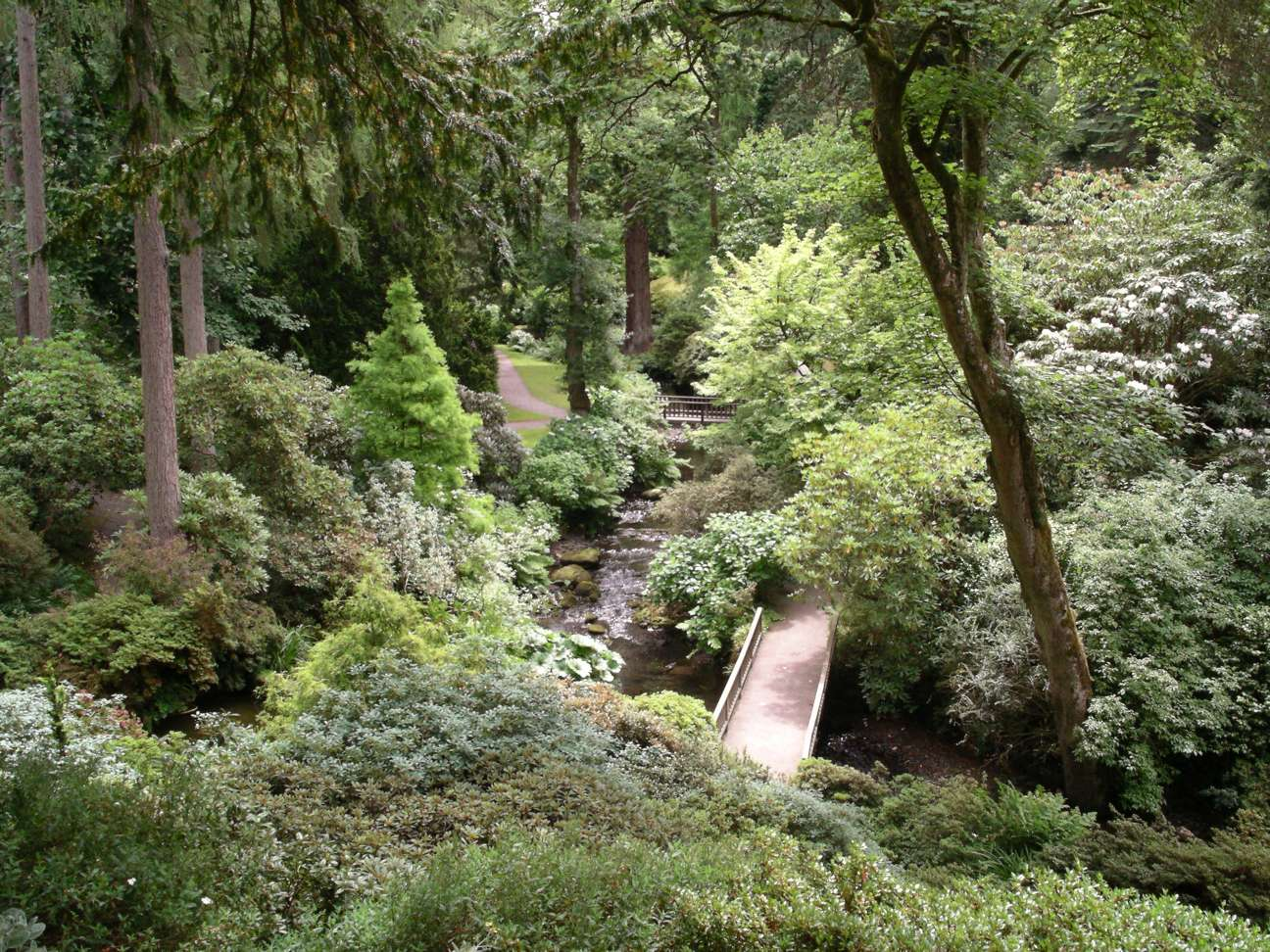
Fragment parku
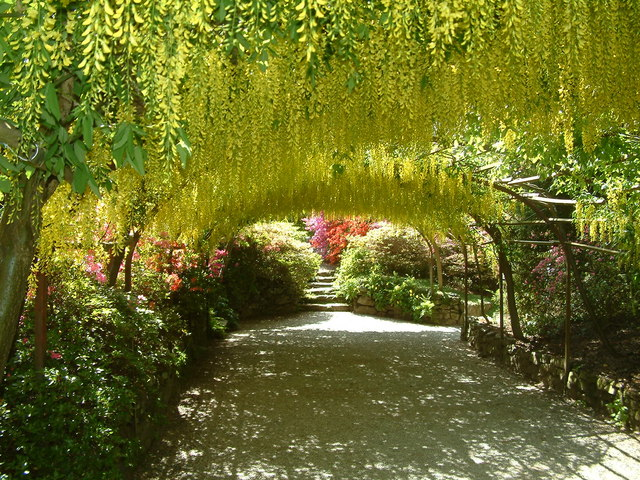
Laburnum Arch – kaskada utworzona z kwitnących złotokapów
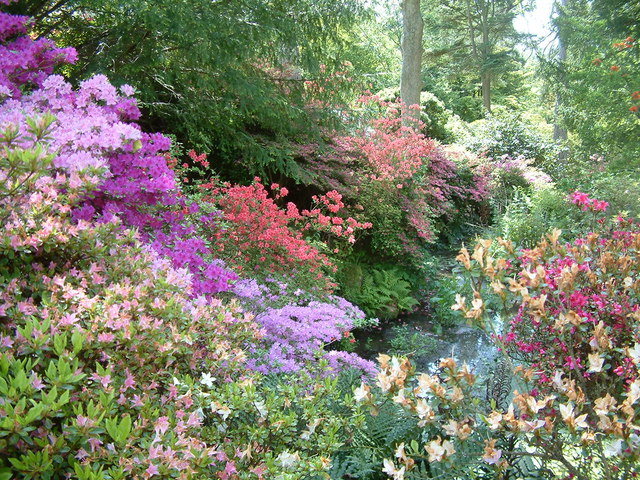
Bogactwo kwiatów w ogrodach Bodnant
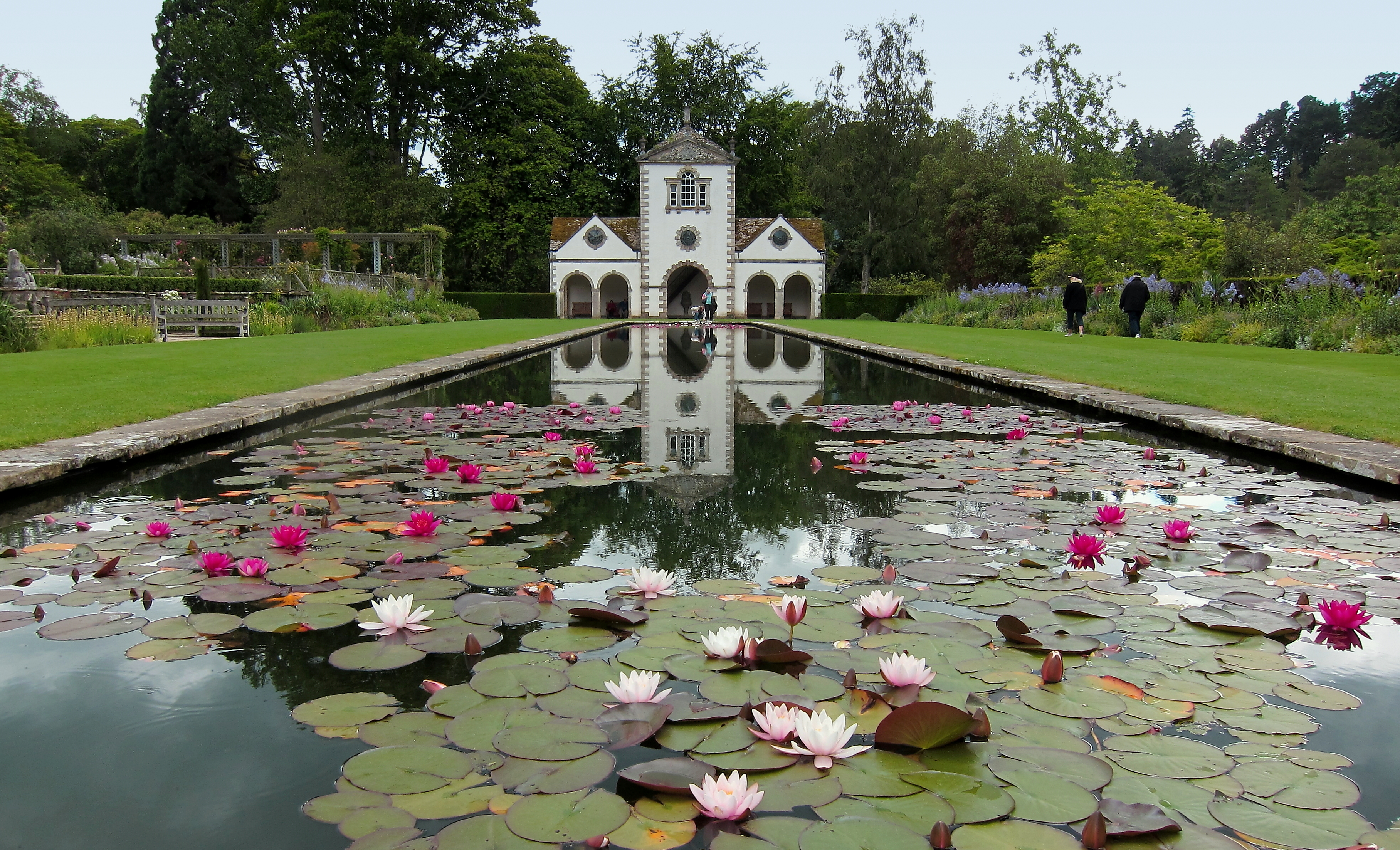
Canal Terrace. Na dalszym planie Pin Mill

## Bodnant Garden Center
W Bodnant Garden Centre dokonuje się selekcji sadzonek najładniejszych roślin Bodnant Garden do uprawiania we własnych szklarniach. We współpracy z National Trust Garden uprawia się tu i sprzedaje wiele odmian roślin dostępnych tylko w Bodnant, a zatrudniony w Bodnant Garden Centre personel zawsze służy klientom radą i pomocą.